# Лоймоланъярви
Ло́ймоланъярви (устар. Лоймолан-ярви, Лоймала-ярви) — российское озеро в западной части Республики Карелия в Суоярвском районе, относится к бассейну Ладожского озера.
Площадь поверхности — 28,3 км². Площадь водосборного бассейна — 199 км². Высота над уровнем моря — 150,0 м.
Островов 18, площадь островов 0,92 км².
Озеро делится на два больших плёса:
- западный
- восточный.

Берега по большей части пологие, каменисто-песчаные, местами песчаные и галечные, реже скалистые. Заболоченные берега характерны главным образом для приустьевых участков впадающих рек и отдельных заливов восточного плеса. Побережье покрыто лесом.
В озеро впадают 4 небольших реки, вытекающие из лесных озёр.
В составе ихтиофауны: окунь, ерш, щука, плотва, уклея, налим, ряпушка, карась.